# صبرينة قريشي
صبرينة قريشي ممثلة جزائرية من مواليد 1980م 

## أدوار

### المسرح
- كشرودة للمخرج أحمد رزّاق؛ حين أدّت دور يمينة، الأم الكفيفة ذات الملامح المُرعبة والشعر المجعّد والمنكوش، كبقيّة شخوص العرض التي تبدو أقرب إلى مسوخٍ بشرية.[4]
- طرشاقة
- خرجت لـ تونس آيت علي
- الصاعدون إلى الأسفل أحمد رزّاق
- الكلمة الثالثة عيسى جقاطي
- تحوّلات
- النائب المحترم لـ كريم بودشيش.
- خاطيني [5]

### مسلسلات
- باب الدشرة
- ميسي

## جوائز
- أفضل ممثّلة في الدورة الثانية عشرة من «المهرجان الوطني للمسرح المحترف» التي أُقيمت ديسمبر